# Coenonympha sunbecca

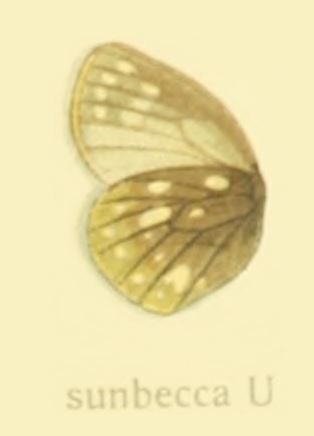
Unterseite von Coenonympha sunbecca

Coenonympha sunbecca ist ein Schmetterling (Tagfalter) aus der Familie der Edelfalter (Nymphalidae), der in Mittelasien vorkommt.

## Beschreibung
Bei beiden Geschlechtern von Coenonympha sunbecca ist die Flügeloberseite trüb milchweiß, das Muster der Unterseite leuchtet hindurch. Dieses besteht aus einer großen Zahl weißer Flecke auf graugrünem Grund, die bei der typischen Form die ganzen Hinterflügel überdecken und bei der Form alexandra Heyne aus Turkestan an Größe und Zahl stark reduziert sind.

### Ähnliche Arten
- Coenonympha phryne (Pallas, 1771)

## Verbreitung und Lebensweise
Coenonympha sunbecca kommt auf trockenen Fluren in Ferghana, dem Tian Shan und dem Alatau in beträchtlicher Höhe vor und fliegt im Juni und Juli. Grigori Jefimowitsch Grum-Grschimailo gibt in den Mémoires des Lépidoterès von 1890 für den Taldyk-Pass auf 3.000 Meter (9.000 Fuß), im Tian Shan zwischen 1.000 und 3.300 Meter (10.000 Fuß) und am Kisil-Art bis auf 4.200 Meter (14.000 Fuß) Höhe an.

## Systematik
Coenonympha sunbecca wurde von Eduard Friedrich Eversmann 1843 im Bulletin de la Société Impériale des Naturalistes de Moscou als Hipparchia sunbecca erstbeschrieben. Die Form alexandra wurde von Alexander Heyne in Fritz Rühls Die palaearktischen Grossschmetterlinge und ihre Naturgeschichte von 1892 beschrieben.